# Carcaixent
Carcaixent là một thị xã ở tỉnh Valencia, phía đông Tây Ban Nha, với dân số 21.753 người (năm 2006). Đô thị này nằm ở Ribera Alta, cách tỉnh lỵ Valencia 40 km về phía nam. Dân cư ở đây sống bằng nghề nông và dịch vụ.